# Austria na Zimowych Igrzyskach Olimpijskich 1952
Austrię na Zimowych Igrzyskach Olimpijskich 1952 reprezentowało 39 zawodników.

## Zdobyte medale
| Medal  | Zawodnik            | Dyscyplina            | Konkurencja            |
| ------ | ------------------- | --------------------- | ---------------------- |
| Złoto  | Othmar Schneider    | Narciarstwo alpejskie | slalom mężczyzn        |
| Złoto  | Trude Jochum-Beiser | Narciarstwo alpejskie | zjazd kobiet           |
| Srebro | Helmut Seibt        | Łyżwiarstwo figurowe  | singiel mężczyzn       |
| Srebro | Dagmar Rom          | Narciarstwo alpejskie | gigant slalom kobiet   |
| Srebro | Christian Pravda    | Narciarstwo alpejskie | gigant slalom mężczyzn |
| Srebro | Othmar Schneider    | Narciarstwo alpejskie | zjazd mężczyzn         |
| Brąz   | Christian Pravda    | Narciarstwo alpejskie | zjazd mężczyzn         |
| Brąz   | Toni Spiss          | Narciarstwo alpejskie | gigant slalom mężczyzn |

## Skład kadry

### Biegi narciarskie
Mężczyźni
| Zawodnik                                                       | Konkurencja        | czas                     | Pozycja                  |
| -------------------------------------------------------------- | ------------------ | ------------------------ | ------------------------ |
| Josef Schneeberger                                             | Bieg na 18 km      | 1:09:12,0                | 23.                      |
| Hias Noichl                                                    | Bieg na 18 km      | 1:09:48,0                | 28.                      |
| Hans Eder                                                      | Bieg na 18 km      | 1:10:13,0                | 31.                      |
| Friedrich Krischan                                             | Bieg na 18 km      | 1:11:54,0                | 43.                      |
| Oskar Schulz                                                   | Bieg na 18 km      | 1:12:37,0                | 48.                      |
| Leopold Kohl                                                   | Bieg na 18 km      | 1:13:10,0                | 51.                      |
| Josef Schiffner                                                | Bieg na 18 km      | 1:17:31,0                | 69.                      |
| Peter Radacher                                                 | Bieg na 18 km      | Nie ukończył konkurencji | Nie ukończył konkurencji |
| Hans Eder Friedrich Krischan Karl Rafreider Josef Schneeberger | Sztafeta 4 × 10 km | 2:34:36,0                | 5.                       |

Kobiety
| Zawodniczka     | Konkurencja   | czas                      | Pozycja                   |
| --------------- | ------------- | ------------------------- | ------------------------- |
| Lizzy Kladensky | Bieg na 10 km | Nie ukończyła konkurencji | Nie ukończyła konkurencji |

### Bobsleje
Mężczyźni
| Osada | Zawodnik                                                     | Konkurencja | Ślizg 1 | Ślizg 2 | Ślizg 3 | Ślizg 4              | Łącznie                   | Pozycja                   |
| ----- | ------------------------------------------------------------ | ----------- | ------- | ------- | ------- | -------------------- | ------------------------- | ------------------------- |
| AUT-1 | Karl Wagner Franz Eckhardt                                   | Dwójki      | 1:24,16 | 1:24,54 | 1:24,00 | 1:24,34              | 5:37,04                   | 9.                        |
| AUT-2 | Heinz Hoppichler Wilfried Thurner                            | Dwójki      | 1:30,27 | 1:28,30 | 1:27,78 | 1:27,51              | 5:53,86                   | 16.                       |
| AUT-1 | Karl Wagner Franz Eckhardt Hermann Palka Paul Aste           | Czwórki     | 1:19,34 | 1:18,91 | 1:18,27 | 1:18,22              | 5:14,74                   | 5.                        |
| AUT-2 | Kurt Loserth Wilfried Thurner Franz Kneissl Heinz Hoppichler | Czwórki     | 1:19,51 | 1:20,25 | 1:20,44 | Nie ukończyli ślizgu | Nie ukończyli konkurencji | Nie ukończyli konkurencji |

### Kombinacja norweska
Mężczyźni
| Zawodnik        | Konkurencja   | Bieg narciarski    | Bieg narciarski    | Bieg narciarski    | Skoki narciarskie | Skoki narciarskie | Skoki narciarskie | Skoki narciarskie | Skoki narciarskie | Łącznie                  | Pozycja                  |
| Zawodnik        | Konkurencja   | Czas biegu         | Pozycja            | Punkty             | Skok 1            | Skok 2            | Skok 3            | Punkty            | Pozycja           | Łącznie                  | Pozycja                  |
| --------------- | ------------- | ------------------ | ------------------ | ------------------ | ----------------- | ----------------- | ----------------- | ----------------- | ----------------- | ------------------------ | ------------------------ |
| Hans Eder       | Indywidualnie | 1:10:13,0          | 11.                | 211,575            | 61,5              | 62,0              | 64,5              | 209,0             | 4.                | 420,575                  | 9.                       |
| Leopold Kohl    | Indywidualnie | 1:13:10,0          | 14.                | 200,848            | 58,0              | 57,0              | 58,0              | 182,50            | 20.               | 383,348                  | 18.                      |
| Josef Schiffner | Indywidualnie | 1:17:31,0          | 21.                | 185,030            | 56,5              | 59,5              | 60,5              | 186,50            | 19.               | 371,530                  | 20.                      |
| Peter Radacher  | Indywidualnie | nie ukończył biegu | nie ukończył biegu | nie ukończył biegu | 57,0              | 56,5              | 58,0              | 150,0             | 24.               | Nie ukończył konkurencji | Nie ukończył konkurencji |

### Łyżwiarstwo figurowe
| Zawodnik                  | Konkurencja   | Nota    | Pozycja |
| ------------------------- | ------------- | ------- | ------- |
| Annelies Schilhan         | Solistki      | 134,744 | 16.     |
| Sissy Schwarz             | Solistki      | 126,878 | 19.     |
| Helmut Seibt              | Soliści       | 180,144 | srebro  |
| Kurt Oppelt               | Soliści       | 137,033 | 11.     |
| Sissy Schwarz Kurt Oppelt | Pary sportowe | 9,467   | 9.      |

### Łyżwiarstwo szybkie
Mężczyźni
| Zawodnik          | Konkurencja   | Konkurencja   | Konkurencja    | Konkurencja    | Konkurencja    | Konkurencja    | Konkurencja      | Konkurencja      |
| Zawodnik          | Bieg na 500 m | Bieg na 500 m | Bieg na 1500 m | Bieg na 1500 m | Bieg na 5000 m | Bieg na 5000 m | Bieg na 10 000 m | Bieg na 10 000 m |
| Zawodnik          | Czas          | Miejsce       | Czas           | Miejsce        | Czas           | Miejsce        | Czas             | Miejsce          |
| ----------------- | ------------- | ------------- | -------------- | -------------- | -------------- | -------------- | ---------------- | ---------------- |
| Franz Offenberger | 45,9          | 25.           | 2:25,9         | 20.            | 9:03,0         | 30.            | 19:04,2          | 26.              |
| Konrad Pecher     | 47,3          | 36.           | 2:34,8         | 36.            | 9:04,9         | 32.            |                  |                  |
| Arthur Mannsbarth | 47,6          | 37.           | 2:26,6         | 22.            | 8:36,3         | 8.             | 17:44,2          | 11.              |

### Narciarstwo alpejskie
Mężczyźni
| Zawodnik         | Konkurencja              | Konkurencja              | Konkurencja     | Konkurencja     | Konkurencja         | Konkurencja              | Konkurencja              | Konkurencja              |
| Zawodnik         | Zjazd                    | Zjazd                    | Slalom gigant   | Slalom gigant   | Slalom specjalny    | Slalom specjalny         | Slalom specjalny         | Slalom specjalny         |
| Zawodnik         | Czas                     | Miejsce                  | Czas            | Miejsce         | Czas 1-go przejazdu | Czas 2-go przejazdu      | Czas łączny              | Miejsce                  |
| ---------------- | ------------------------ | ------------------------ | --------------- | --------------- | ------------------- | ------------------------ | ------------------------ | ------------------------ |
| Othmar Schneider | 2:32,0                   | srebro                   |                 |                 | 59,5                | 1:00,5                   | 2:00,0                   | złoto                    |
| Christian Pravda | 2:32,4                   | brąz                     | 2:26,9          | srebro          | 1:01,5              | 1:48,2                   | 2:54,7                   | 29.                      |
| Otto Linher      | 2:47,9                   | 28.                      |                 |                 |                     |                          |                          |                          |
| Egon Schöpf      | Nie ukończył konkurencji | Nie ukończył konkurencji | Dyskwalifikacja | Dyskwalifikacja |                     |                          |                          |                          |
| Toni Spiss       |                          |                          | 2:28,8          | brąz            | Dyskwalifikacja     | Nie ukończył konkurencji | Nie ukończył konkurencji | Nie ukończył konkurencji |
| Hans Senger      |                          |                          | 2:33,6          | 9.              | 59,2                | Dyskwalifikacja          | Nie ukończył konkurencji | Nie ukończył konkurencji |

Kobiety
| Zawodniczka         | Konkurencja | Konkurencja | Konkurencja   | Konkurencja   | Konkurencja         | Konkurencja         | Konkurencja      | Konkurencja      |
| Zawodniczka         | Zjazd       | Zjazd       | Slalom gigant | Slalom gigant | Slalom specjalny    | Slalom specjalny    | Slalom specjalny | Slalom specjalny |
| Zawodniczka         | Czas        | Miejsce     | Czas          | Miejsce       | Czas 1-go przejazdu | Czas 2-go przejazdu | Czas łączny      | Miejsce          |
| ------------------- | ----------- | ----------- | ------------- | ------------- | ------------------- | ------------------- | ---------------- | ---------------- |
| Trude Jochum-Beiser | 1:47,1      | złoto       | 2:14,3        | 11.           | 1:08,7              | 1:07,2              | 2:15,9           | 8.               |
| Erika Mahringer     | 1:49,5      | 4.          | 2:16,8        | 17.           | 1:18,6              | 1:08,0              | 2:26,6           | 22.              |
| Dagmar Rom          | 1:49,8      | 5.          | 2:09,0        | srebro        | 1:57,7              | 1:10,2              | 3:07,9           | 36.              |
| Trude Klecker       | 1:57,9      | 24.         | 2:11,4        | 4.            |                     |                     |                  |                  |
| Rosi Sailer         |             |             |               |               | 1:09,3              | 1:11,6              | 2:20,9           | 17.              |

### Skoki narciarskie
Mężczyźni
| Skoczek           | Skok 1                 | Skok 2                   | Nota                     | Pozycja                  |
| Skoczek           | odległość              | odległość                | Nota                     | Pozycja                  |
| ----------------- | ---------------------- | ------------------------ | ------------------------ | ------------------------ |
| Walter Steinegger | 61,5                   | 63,0                     | 202,0                    | 14.                      |
| Rudolf Dietrich   | 63,0                   | 62,5                     | 198,0                    | 21.                      |
| Hans Eder         | 57,5                   | 55,5                     | 188,5                    | 29.                      |
| Josef Bradl       | wycofał się po 1 skoku | nie ukończył konkurencji | nie ukończył konkurencji | nie ukończył konkurencji |